# Ném ra ngoài cửa sổ lần thứ nhất ở Praha
Ném ra ngoài cửa sổ lần thứ nhất ở Praha mở đầu cuộc chiến tranh Hussite. Vào ngày 30 tháng 7 năm 1419 những người Hussite, tín đồ của Jan Hus, mà 4 năm trước đó đã bị xử tử vì tội dị giáo tại Công đồng Constance, xông vào tòa thị chính của phố mới ở Karlsplatz, Praha, để giải phóng đồng đạo bị giam cầm. Họ ném 10 người ra khỏi cửa sổ: thị trưởng, hai ủy viên hội đồng thành phố, Phó Chánh án, năm trưởng lão cộng đồng và một người đầy tớ. Những người này sau đó bị giết chết bằng vũ khí của đám người đợi ở dưới mang theo, dấu dưới lớp quần áo của họ. Một ủy viên hội đồng khác đã chết trong phòng tra tấn. Cuộc nổi dậy đã được chuẩn bị bởi những người ủng hộ cải cách quá khích được nhà truyền đạo Jan Želivský lãnh đạo.
Vua Václav nghe tới hành động này vừa giận dữ và vừa lo sợ đến nỗi ông bị một cơn đột quỵ, đưa tới cái chết của ông vào ngày 16 tháng 8 năm 1419. Trước tòa thị chính là một tượng đài bằng đồng được tạo ra bởi Jaroslava Lukešová năm 1960, để tưởng niệm Jan Želivský.